# Velká debata

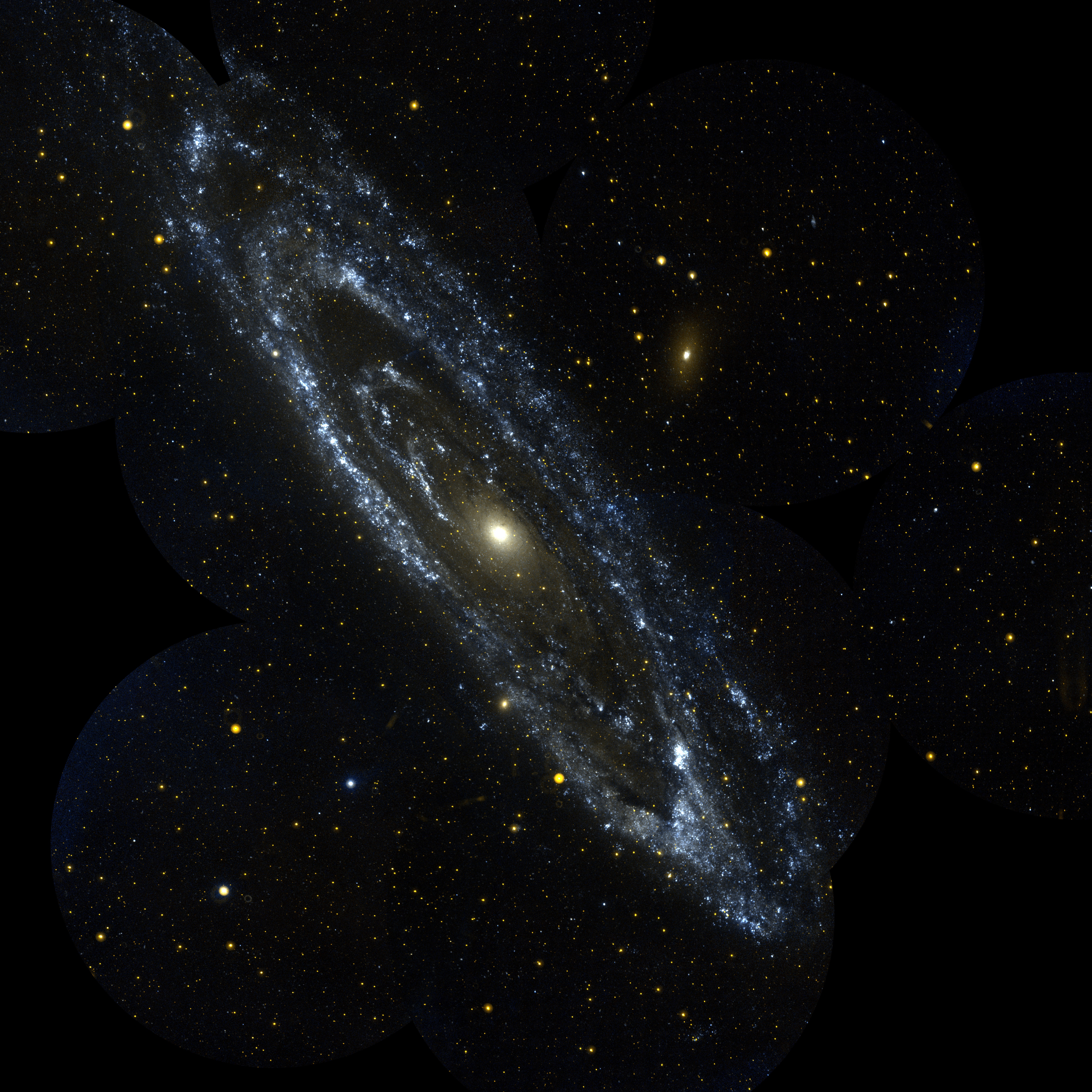
Galaxie v Andromedě v ultrafialovém spektru

V astronomii Velká debata, také zvaná Shapleyho–Curtisova debata, byla vlivná debata mezi astronomy Harlowem Shapleyem a Heberem Curtisem, která se týkala povahy tzv. spirálních mlhovin a velikosti vesmíru. Základní otázkou v rámci debaty bylo to, zda jsou vzdálené mlhoviny relativně malé a leží v okrajové části domovské galaxie Země, nebo zda jde ve skutečnosti o nezávislé galaxie, což znamená, že jsou nesmírně velké a vzdálené. Debata se konala 26. dubna 1920 v Bairdově auditoriu Smithsonian Museum of Natural History. Oba vědci představili během dne nezávislé technické dokumenty o „měřítku vesmíru“ a poté se zúčastnili společné diskuse, která proběhla večer. Hodně z proslulosti Velké debaty vzniklo díky dvěma dokumentům zveřejněným Shapleym a Curtisem v květnu 1921 ve vydání Bulletin of the National Research Council. 

## Argumenty
Shapley argumentovat ve prospěch tvrzení, že Mléčná dráha představuje celý vesmír. Věřil, že „spirální mlhoviny“, jako je například Andromeda jsou prostě součástí Mléčné dráhy. Toto tvrzení dokládal tím, že pokud by Andromeda nebyla součástí Mléčné dráhy, její vzdálenost by s ohledem na relativní velikost musela být v řádu 108 světelných let, což většina astronomů neuznávala. Adriaan van Maanen také poskytl důkazy pro Shapleyho argumentaci. Van Maanen byl uznávaný astronom zabývající se časem, který tvrdil, že pozoroval rotaci galaxie Větrník. Pokud by tento objekt byl skutečně odlišnou galaxií a jeho rotace by byla pozorovatelná v řádu let, orbitální rychlost objektu by byla obrovská a šlo by o porušení všeobecného omezení rychlosti, rychlosti světla. Také byl použit argument, že byly pozorovány novy v „mlhovině v Andromedě“, které měly být krátce jasnější než celá mlhovina, což představuje zdánlivě nemožnou výstupní energii objektu, pokud by Andromeda ve skutečnosti byla samostatná galaxie.
Curtis na druhé straně tvrdil, že Andromeda a další „mlhoviny“ jsou samostatnými galaxiemi neboli „ostrovními vesmíry“ (termín vymyslel v 18. století filozof Immanuel Kant, který rovněž věřil, že „spirální mlhoviny“ se nacházejí mimo naši galaxii). Curtis ukázal, že v Andromedě bylo více nov než v Mléčné dráze. Ptal se, proč bylo více nov v jedné malé části galaxie, než v jiných částech galaxie, pokud by Andromeda nebyl samostatnou galaxií, ale mlhovinou v rámci naší Galaxie. To vedlo k jeho tvrzení, že Andromeda je samostatná galaxie s vlastní historií a mírou událostí nov. Také zmiňoval tmavé pruhy přítomné v jiných galaxiích podobné mračnům prachu nacházejícím se v naší Galaxii a masivní dopplerovské posuny v jiných galaxiích.
Curtis prohlásil, že pokud by van Maanenova pozorování rotace galaxie Větrník byla správná, on sám by se mýlil v tvrzení o velikosti vesmíru a tedy že Mléčná dráha by byla jednou galaxií ve vesmíru.

## Po debatě
Později vyšlo najevo, že van Maanenova pozorování byla nesprávná, není možné pozorovat rotaci galaxie Větrník v průběhu lidského života.
Díky práci Edwina Hubblea je nyní známo, že Mléčná dráha je jen jedna z asi 200 miliard galaxií v pozorovatelném vesmíru, což dokládá, že Curtisova strana byla v debatě blíže pravdě. Dále je dnes mezi astronomy obecně přijímáno, že Shapleyovy novy byla ve skutečnosti supernovy, které skutečně dočasně mohou přesvítit celou galaxii. V jiných otázkách debaty byly výsledky smíšené (skutečná velikost Mléčné dráhy je mezi velikostmi navrženými Shapleyem a Curtisem), nebo ve prospěch Shapleyho (Curtis tvrdil, že se Slunce nalézá poblíž středu nebo ve středu Galaxie, zatímco Shapley správně umístil Slunce do vnějších oblastí galaxie).

## Další Velké debaty
Formát diskuse byl následně použit při polemikách o povaze základních otázek v astronomii. Na počest první „Velké debaty“ uskutečnilo Smithsonian Museum další 4 podobné události.